# Jenny Bailey
Jenny Bailey est une femme politique anglaise membre des Libéraux-démocrates, quia été té maire de la ville de Cambridge.

## Biographie

### Carrière politique
En 2002, elle devient membre du conseil municipal lorsqu'elle est élue pour représenter l'arrondissement de Chesterton de la ville de Cambridge. Elle fait partie du conseil municipal de 2002 à 2007. Elle devient adjointe en 2006 puis maire de 2007 à 2008. 
Elle est la première personne trans maire au Royaume-Uni mais pas la première du monde. Elle est précédée par Georgina Beyer, également femme trans, qui devient maire de Carterton en Nouvelle-Zélande en 1995.
Bailey elle-même tente de minimiser la portée de sa nomination.

### Vie privée
Bailey est née à la prison Doncaster où son père travaille comme gardien. Elle a dit que la question de son identité de genre lui est apparue vers l'âge de 6-7 ans.
Bailey s'est mariée avant sa transition et a deux enfants. Bailey et sa femme Jennifer Liddle signent un partenariat civil le 22 septembre 2011.